# Chilasa toboroi
Chilasa toboroi är en fjärilsart som först beskrevs av Ribbe 1907.  Chilasa toboroi ingår i släktet Chilasa och familjen riddarfjärilar. Inga underarter finns listade i Catalogue of Life.